# Classique internationale de canots de la Mauricie
La Classique internationale de canots de la Mauricie est une compétition de canoë à deux places (C2), de kayaks à deux places (K2) et de rabaskas à neuf places (R9) de haut niveau qui prend forme chaque année depuis 1934 dans l’ensemble de la région de la Mauricie au Québec (Canada). 
Chaque année, à la fin de semaine de la Fête du Travail, ces compétiteurs s'affrontent sur la rivière Saint-Maurice. Cette compétition permet à des athlètes de calibre international de se surpasser dans une course d’endurance effectuée entre La Tuque et Trois-Rivières, sur une distance de près de 200 kilomètres.

## La Triple Couronne de Canots
La Classique internationale de canots de la Mauricie est la troisième et dernière étape de la Triple Couronne de Canots Long Parcours, qui a été créée en 1992.
1. The General Clinton Canoe Regatta[1],
2. The AuSable River Canoe Marathon[2],
3. La Classique internationale de canots de la Mauricie.

## Défi Réjean-Huard

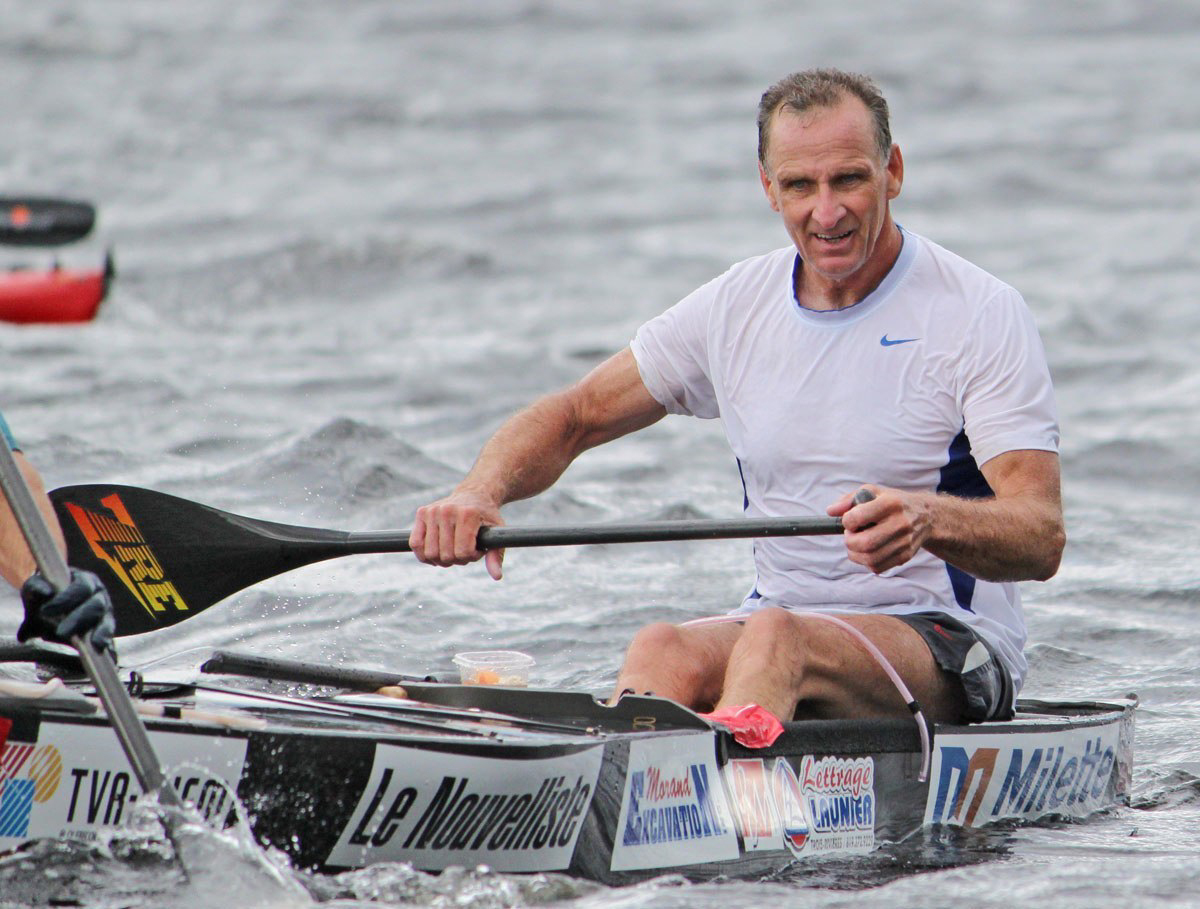
Serge Corbin, champion à 26 reprises.

Le Défi Réjean-Huard est une course amicale d’une dizaine de kilomètres qui consiste à jumeler des athlètes inscrits à La Classique internationale de canots de la Mauricie à des enfants et des jeunes adultes vivant limitation physique ou intellectuelle. Les participants s'entraînent pendant plus de 50 heures durant l'été. Des entraîneurs professionnels les aident dans leur préparation. Le Défi Réjean-Huard est le volet principal d’un plan de développement social. Ce défi permet à plusieurs jeunes d'entreprendre un projet valorisant, de développer leur persévérance et de promouvoir l'activité physique en plus de favoriser leur intégration dans la société actuelle.

## Coupe Anne McCormick

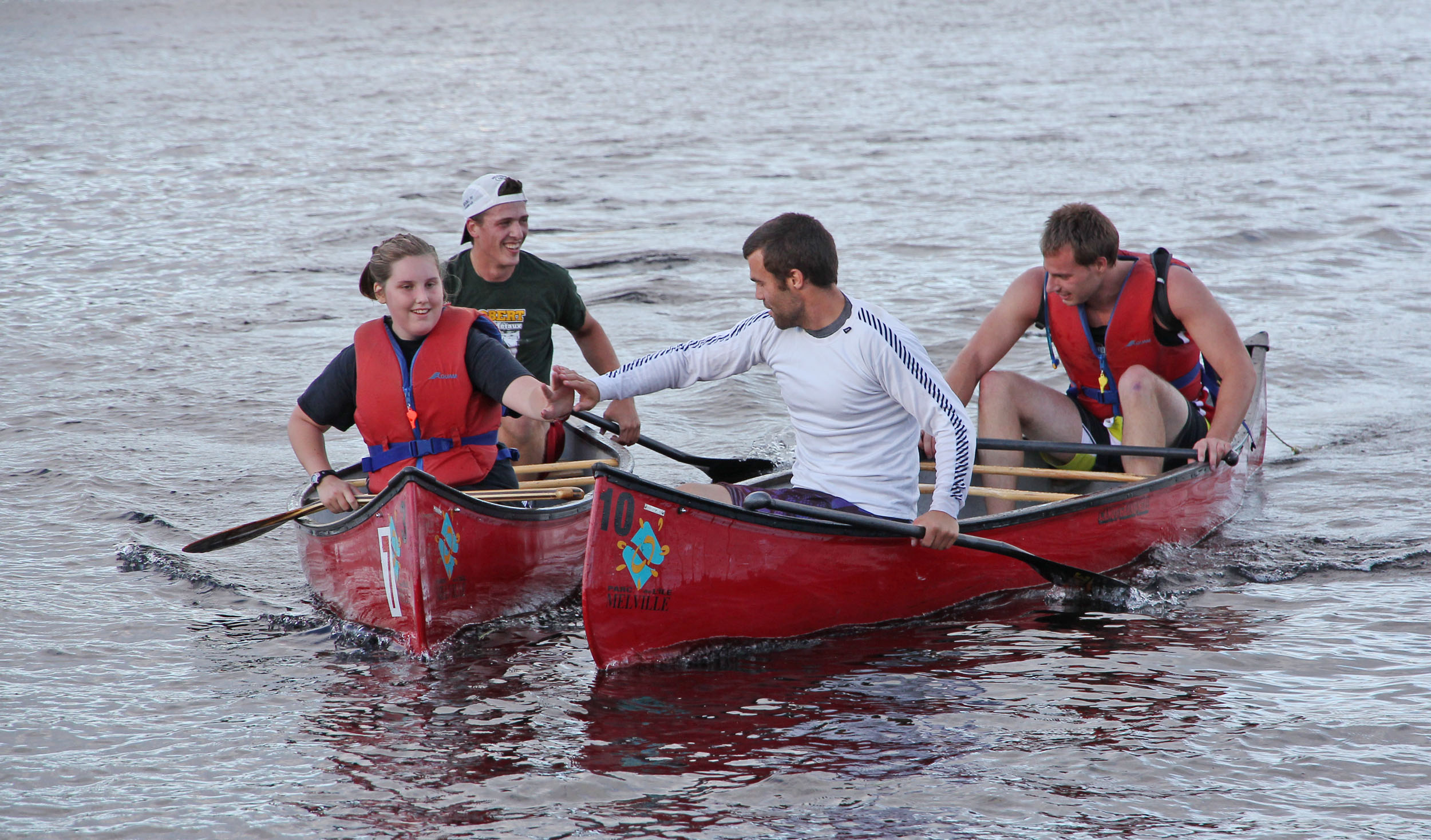
Deux équipes lors du Petit Défi Sportif.

Anne Stillman McCormick est indissociable de La Classique internationale de canots de la Mauricie. En 1936, elle offre aux dirigeants de la course une coupe en argent fabriquée chez le joaillier Birks de New-York. Sur la face postérieure du trophée, un artiste a ciselé des canotiers pagayant sur une rivière bordée de montagnes et d’épinettes. Année après année, son socle en bois reçoit le nom des gagnants. Le dimanche 23 août 1936, Jean Lemay et Armand Sauvageau obtiennent les premiers cet honneur. La coupe Anne McCormick deviendra à la Classique internationale de canots, ce que la Coupe Stanley est au hockey. En 1946, Anne Stillman McCormick redonne vie à l’événement, à la suite de l'arrêt de la compétition relié à la Seconde Guerre mondiale. En plus de commanditer et de soutenir quelques équipes, elle moussera la participation des canotiers en offrant à l’équipe gagnante et ce, pendant une dizaine d’années, une bourse de mille dollars, somme considérable pour l’époque. En 2013, le Fonds McCormick voit le jour. Il a pour but d’encourager et de soutenir la relève en plus de promouvoir le sport de canotage sous toutes ses formes.

## Organisation
En plus d'être une compétition de haut niveau, la Classique internationale de canots de la Mauricie est une organisation à but non lucratif qui œuvre dans le secteur événementiel dès 1934, année du 300e anniversaire de la cité de Laviolette. Cette organisation est située à Shawinigan au Québec. Plus de 70 000 visiteurs assistent à cette course, c’est pourquoi plusieurs activités familiales et culturelles sont organisées sur les différents sites. Environ 200 bénévoles participent chaque année lors de cet événement.

## Les plus grands canotiers

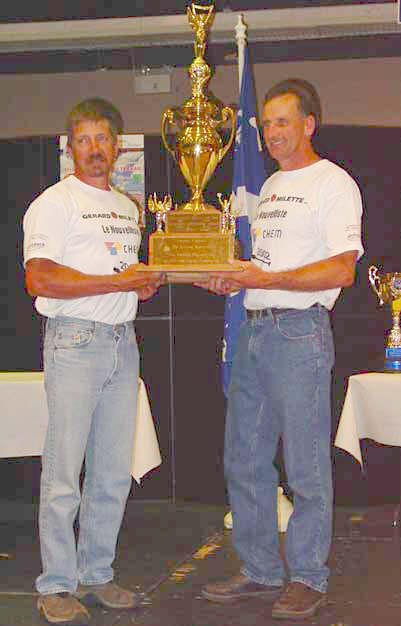
Gagnants de l'édition 2002 de la Triple Crown of Canoe Racing. Jeff Kolka (à gauche), 43 ans, du Michigan et Serge Corbin (à droite), 45 ans, du Québec, gagnent la coupe pour une troisième année consécutive.

| Nom              | Nombre de Classique gagnée |
| ---------------- | -------------------------- |
| Serge Corbin     | 26                         |
| Steve Lajoie     | 12                         |
| Andrew Triebold  | 10                         |
| Irwin Peterson   | 9                          |
| Claude Corbin    | 8                          |
| Tom Estes        | 6                          |
| Jean Lemay       | 5                          |
| Normand Mainguy  | 5                          |
| Guillaume Blais  | 5                          |
| Eugene Jensen    | 4                          |
| Ovila Dénommé    | 4                          |
| Henri Goyette    | 4                          |
| Ralph Sawyer     | 4                          |
| Solomon Carrière | 4                          |
| Gil Tinkler      | 3                          |
| Alan Rudquist    | 3                          |
| Jeff Kolka       | 3                          |

## Liste des gagnants

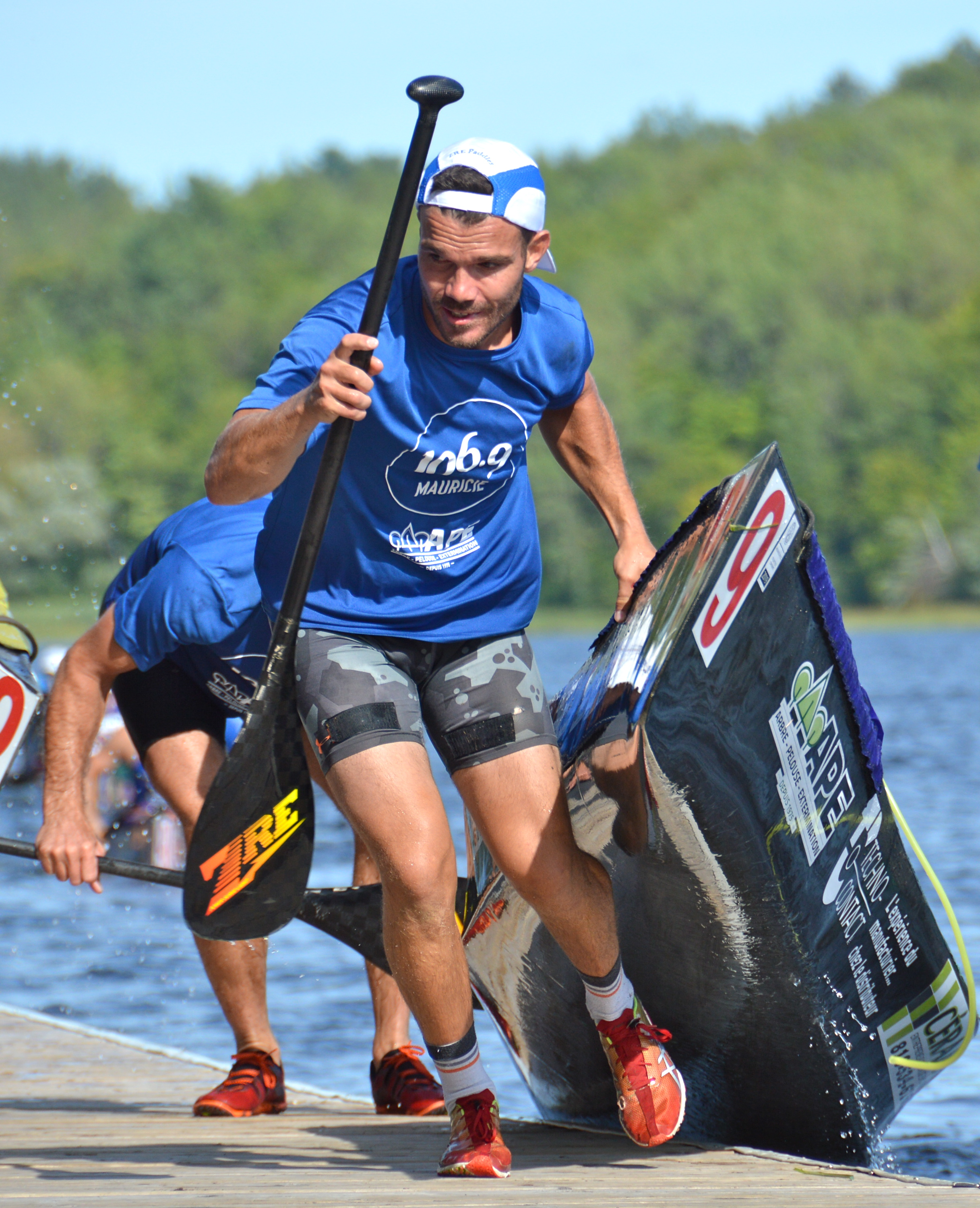
L'équipe gagnante de la classique 2019, Jimmy Pellerin et Steve Lajoie, au début du portage à Shawinigan.

« Les courses cessent de 1941 à 1945, faute de ressources humaines et matérielles. Les préoccupations de nos gouvernements sont désormais concentrées sur la deuxième guerre mondiale, qui fait rage en Europe. »
| Édition | Année | Gagnants                           | Temps            |
| ------- | ----- | ---------------------------------- | ---------------- |
|         | 2023  | Mike Davis / Guillaume Blais       | 13 h 08 min 04 s |
|         | 2022  | Mike Davis / Steve Lajoie          | 12 h 56 min 33 s |
|         | 2021  | Jimmy Pellerin / Guillaume Blais   |                  |
| 81      | 2019  | Jimmy Pellerin / Steve Lajoie      | 13 h 10 min 05 s |
| 80      | 2018  | Andrew Triebold / Steve Lajoie     | 13 h 08 min 00 s |
| 79      | 2017  | Guillaume Blais / Steve Lajoie     | 12 h 59 min 14 s |
| 78      | 2016  | Guillaume Blais / Mathieu Pellerin | 13 h 09 min 31 s |
| 77      | 2015  | Guillaume Blais / Mathieu Pellerin | 13 h 06 min 00 s |
| 76      | 2014  | Andrew Triebold / Steve Lajoie     | 13 h 17 min 03 s |
| 75      | 2013  | Andrew Triebold / Steve Lajoie     | 12 h 50 min 11 s |
| 74      | 2012  | Andrew Triebold / Steve Lajoie     | 12 h 56 min 40 s |
| 73      | 2011  | Andrew Triebold / Steve Lajoie     | 12 h 17 min 02 s |
| 72      | 2010  | Andrew Triebold / Steve Lajoie     | 13 h 22 min 47 s |
| 71      | 2009  | Andrew Triebold / Steve Lajoie     | 12 h 44 min 45 s |
| 70      | 2008  | Andrew Triebold / Steve Lajoie     | 12 h 49 min 53 s |
| 69      | 2007  | Serge Corbin / Steve Corlew        | 13 h 01 min 57 s |
| 68      | 2006  | Andrew Triebold / Matthew Rimer    | 13 h 00 min 10 s |
| 67      | 2005  | Patrick Lynch / Matthew Rimer      | 12 h 59 min 29 s |
| 66      | 2004  | Andrew Triebold / Steve Lajoie     | 13 h 14 min 20 s |
| 65      | 2003  | Serge Corbin / Jeff Kolka          | 13 h 39 min 39 s |
| 64      | 2002  | Patrick Lynch / Denis Marcouiller  | 13 h 30 min 13 s |
| 63      | 2001  | Serge Corbin / Jeff Kolka          | 13 h 35 min 20 s |
| 62      | 2000  | Serge Corbin / Jeff Kolka          | 13 h 16 min 43 s |
| 61      | 1999  | Serge Corbin / Normand Mainguy     | 14 h 29 min 15 s |
| 60      | 1998  | Serge Corbin / Normand Mainguy     | 13 h 34 min 31 s |
| 59      | 1997  | Serge Corbin / Greg Barton         | 13 h 46 min 24 s |
| 58      | 1996  | Serge Corbin / Greg Barton         | 14 h 08 min 15 s |
| 57      | 1995  | Tim Triebold / Alan Rudquist       | 13 h 45 min 36 s |
| 56      | 1994  | Serge Corbin / Solomon Carrière    | 12 h 45 min 40 s |
| 55      | 1993  | Serge Corbin / Solomon Carrière    | 13 h 33 min 14 s |
| 54      | 1992  | Serge Corbin / Brett Stockton      | 14 h 09 min 36 s |
| 53      | 1991  | Serge Corbin / Brett Stockton      | 13 h 14 min 32 s |
| 52      | 1990  | Serge Corbin / Bruce Barton        | 14 h 22 min 26 s |
| 51      | 1989  | Serge Corbin / Normand Mainguy     | 13 h 20 min 53 s |
| 50      | 1988  | Serge Corbin / Normand Mainguy     | 13 h 27 min 10 s |
| 49      | 1987  | Bruce Barton / Solomon Carrière    | 13 h 54 min 39 s |
| 48      | 1986  | Serge Corbin / Normand Mainguy     | 13 h 25 min 39 s |
| 47      | 1985  | Serge Corbin / Solomon Carrière    | 13 h 28 min 26 s |
| 46      | 1984  | Mike Fries / Alan Rudquist         | 13 h 18 min 34 s |
| 45      | 1983  | Mike Fries / Alan Rudquist         | 14 h 22 min 20 s |
| 44      | 1982  | Serge Corbin / Richard Tétrault    | 14 h 06 min 40 s |
| 43      | 1981  | Serge Corbin / Michel Beauchesne   | 13 h 58 min 30 s |
| 42      | 1980  | Serge Corbin / Ron Williams        | 14 h 10 min 59 s |
| 41      | 1979  | Serge Corbin / Claude Corbin       | 15 h 02 min 17 s |
| 40      | 1978  | Serge Corbin / Ron Williams        | 14 h 55 min 58 s |
| 39      | 1977  | Serge Corbin / Claude Corbin       | 14 h 34 min 17 s |
| 38      | 1976  | Serge Corbin / Claude Corbin       | 14 h 39 min 52 s |
| 37      | 1975  | Serge Corbin / Claude Corbin       | 14 h 14 min 34 s |
| 36      | 1974  | Serge Corbin / Claude Corbin       | 14 h 31 min 46 s |
| 35      | 1973  | Dan Hassel / Eugene Jensen         | 15 h 13 min 11 s |
| 34      | 1972  | Luc Robillard / Claude Corbin      | 14 h 55 min 45 s |
| 33      | 1971  | Dan Hassel / Eugene Jensen         | 14 h 00 min 29 s |
| 32      | 1970  | Jean-Guy Beaumier / Claude Corbin  | 13 h 50 min 57 s |
| 31      | 1969  | Luc Robillard / Claude Corbin      | 13 h 51 min 55 s |
| 30      | 1968  | Jean-Guy Beaumier / Gil Tinkler    | 14 h 07 min 21 s |
| 29      | 1967  | Ralph Sawyer / Stanley Hall        | 13 h 48 min 28 s |
| 28      | 1966  | Ralph Sawyer / Irwin Peterson      | 13 h 55 min 46 s |
| 27      | 1965  | Gib McEachern / Norm Crerar        | 14 h 29 min 29 s |
| 26      | 1964  | Ralph Sawyer / Irwin Peterson      | 13 h 44 min 15 s |
| 25      | 1963  | Gib McEachern / Norm Crerar        | 14 h 05 min 09 s |
| 24      | 1962  | Ralph Sawyer / Irwin Peterson      | 14 h 25 min 06 s |
| 23      | 1961  | Irwin Peterson / Gil Tinkler       | 14 h 07 min 37 s |
| 22      | 1960  | Irwin Peterson / Gil Tinkler       | 14 h 10 min 26 s |
| 21      | 1959  | Irwin Peterson / Tom Estes         | 14 h 19 min 13 s |
| 20      | 1958  | Irwin Peterson / Tom Estes         | 14 h 11 min 09 s |
| 19      | 1957  | Irwin Peterson / Tom Estes         | 11 h 20 min 48 s |
| 18      | 1956  | Henri Goyette / Ovila Dénommé      | 11 h 04 min 47 s |
| 17      | 1955  | Irwin Peterson / Tom Estes         | 10 h 08 min 26 s |
| 16      | 1954  | Henri Goyette / Ovila Dénommé      | 09 h 57 min 24 s |
| 15      | 1953  | Henri Goyette / Ovila Dénommé      | 09 h 55 min 44 s |
| 14      | 1952  | Henri Goyette / Ovila Dénommé      | 10 h 31 min 16 s |
| 13      | 1951  | Richard Peck / Harlow Thompson     | 11 h 01 min 19 s |
| 12      | 1950  | Eugene Jensen / Tom Estes          | 11 h 10 min 06 s |
| 11      | 1949  | Eugene Jensen / Tom Estes          | 10 h 11 min 24 s |
| 10      | 1948  | Jean Lemay / Robert Lemarier       | 09 h 39 min 01 s |
| 9       | 1947  | Jean Lemay / Robert Lemarier       | 06 h 24 min 20 s |
| 8       | 1946  | Léon Dontigny / Émilien Dontigny   | 09 h 05 min 03 s |
|         |       |                                    |                  |
| 7       | 1940  | Victor Bienvenue / Joe Wiggins     | 05 h 13 min 36 s |
| 6       | 1939  | Edmond Dontigny / Jean Lemay       | 06 h 30 min 40 s |
| 5       | 1938  | Jean Lemay / Lionel Joly           | 15 h 10 min 20 s |
| 4       | 1937  | Edmond Dontigny / Armand Sauvageau | 14 h 41 min 42 s |
| 3       | 1936  | Jean Lemay / Armand Sauvageau      | 15 h 30 min 30 s |
| 2       | 1935  | Georges Dupaul / Stewart Weir      | 16 h 01 min 00 s |
| 1       | 1934  | Victor Gélinas / Joseph Lachance   | 16 h 07 min 30 s |

## Temple de la renommée du canot

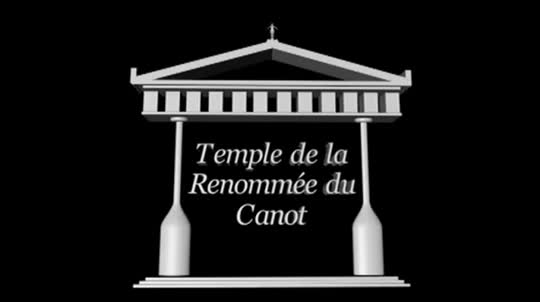
Temple de la renommée du canot.

Le Temple de la renommée du canot intronise des gens ayant marqué l'histoire de la Classique.
- Claude Corbin, a été intronisé le 2 septembre 2012. Il a gagné 8 fois la Classique.
- Serge Corbin, (1957-) a été intronisé le 2 septembre 2012. Il a participé 30 fois à la Classique et l'a gagnée 26 fois.
- Ovila Dénommé, (1922-2007) a été intronisé le 22 août 2008. Il a participé 9 fois à la Classique et l'a gagnée 4 fois.
- Henri Goyette, (1915-1964) a été intronisé le 22 août 2008. Il a participé 8 fois à la Classique et l'a gagnée 4 fois.
- Jean Lemay, (1914-2006) a été intronisé le 2 septembre 2009. Il a participé 16 fois à la Classique et l'a gagné 5 fois. Il a été président d'honneur en 1998. Il a été le gagnant de la première coupe Anne McCormick.
- Louise Pelletier, est la première femme être intronisée le 22 août 2008. Elle a été intronisée pour son implication à titre de "Bâtisseur et partenaire". Elle a été présidente d'honneur en 2000.
- Irwin Peterson, (1924-2001) a été intronisé le 22 août 2008. Il a participé 30 fois à la Classique et l'a gagnée 9 fois.
- Anne Stillman McCormick, (1879-1969) a été intronisée le 31 août 2013.